# Pedicularis foliosa
Espèce
Classification APG III (2009)
La Pédiculaire feuillée (Pedicularis foliosa) est une plante herbacée vivace appartenant à la famille des Scrophulariaceae selon la classification classique de Cronquist (1981) ou à la famille des Orobanchaceae selon la classification phylogénétique.

## Description
La pédiculaire feuillée est une plante vivace de 20-50 cm de haut qui fleurit entre mai et août. Elle forme des grappes de 20-30 fleurs jaunes longues de 3 cm.
Comme les autres espèces de pédiculaires, c'est un végétal semi-parasite dont les racines se mêlent à celles des autres plantes pour leur soutirer l'eau et les substances nutritives.

## Habitat
Pelouses de montagnes sur sols calcaires, bords des ruisseaux, bosquets de l'étage subalpin, montagnes d'Europe centrale et du Sud.